# Melody (pel·lícula)
Melody és una pel·lícula britànica de 1971, dirigida per Waris Hussein, sobre l'amor d'infantesa. El títol a la seva estrena al Regne Unit era S.W.A.L.K. (Sealed With A Loving Kiss  (Segellat amb un petó afectuós) un missatge d'amor tradicionalment escrit pels col·legials britànics. La pel·lícula té com a protagonistes Jack Wild, Mark Lester i Tracy Hyde. Als Estats Units i a la Gran Bretanya, la pel·lícula no va tenir un gran èxit. El va tenir per contra al Japó i a Amèrica Llatina, sobretot a l'Argentina i a Xile. Ha estat doblada al català.

## Argument
Aquesta història romàntica és contada des del punt de vista dels nens de la història, els adults no juguen més que papers secundaris. Daniel Lattimer (Mark Lester) fa amistat amb Ornshaw (Jack Wild), un noi pertorbador. Un dia, Daniel s'enamora de Melody Perkins (Tracy Hide) i anuncien als seus pares la seva intenció de casar-se, no en el futur, però a partir d'ara. Tanmateix, els adults, tant els pares com els professors, no els prenen seriosament. Ornshaw tampoc ja que pensa que Melody li roba el seu amic. Més tard, tanmateix, Ornshaw i els seus altres camarades ajuden la jove parella. Es reuneixen en una via fèrria desafectada per casar la parella, però els professors els segueixen i intenten agafar-los. Els nens els escapen i fan explotar un cotxe. Melody i Daniel, ajudats per Ornshaw, fugen amb una vagoneta sobre els rails.

## Repartiment
- Tracy Hyde: Melody Perkins
- Mark Lester: Daniel Latimer
- Jack Wild: Ornshaw
- Sheila Steafel: Mrs. Latimer
- Keith Barron: Mr. Latimer
- Roy Kinnear: Mr. Perkins
- Hilda Barry: Àvia Perkins
- Peter Walton: Fensham
- Kay Skinner: Peggy
- William Vanderpuye: O'Leary
- Camille Davies: Muriel
- Craig Marriott: Dadds
- Billy Franks: Burgess
- Tim Wylton: Mr. Fellows
- June Jago: Miss Fairfax
- Neil Hallett: L'home a l'hospital
- Ken Jones: Mr. Dicks
- Lesley Roach: Rhoda
- Colin Barrie: Chambers
- June C. Ellis: Miss Dimkins
- James Cossins: Headmaster
- Kate Williams: Mrs. Perkins
- Dawn Hope: Maureen